# Emmalocera anerastica
Emmalocera anerastica is een vlinder uit de familie snuitmotten (Pyralidae). De wetenschappelijke naam is voor het eerst geldig gepubliceerd in 1879 door Snellen.
De soort komt voor in Europa.